# Skjold-klass
Skjold-klass är en klass av kustkorvetter, eller robotbåtar, i Norska Flottan, ursprungligen benämnda motortorpedbåtar. Sex fartyg byggdes för att ersätta de fjorton robotbåtarna i Hauk-klass. 
Fartygen bygger på metodiken Surface Effect Ship, vilket innebär att de är ett mellanting mellan katamaraner och svävare. Båtarna har katamaranskrov, men också en flexibel kjol mellan skroven samt lyftfläktar som lyfter merparten av båten ur vattnet och därigenom minskar motstånd mot skrovet i vattnet och möjliggör mycket höga farter. För att uppnå en så låg vikt som möjligt är fartygen byggda i glasfiberarmerad plast. Fartygen var med sin toppfart på 60 knop de snabbaste robotbestyckade örlogsfartygen i världen, när de togs i tjänst.
2020 fick Umoe Mandal och Kongsberg Defence & Aerospace uppdraget att halvtidsmodifiera samtliga sex fartyg .

## Beväpning
Beväpningen består av en OtoMelara 76/62 allmålskanon för bekämpning av ytmål, markmål och luftmål, 12,7 mm tunga kulsprutor för närskydd tillsammans med åtta Naval Strike Missile sjömålsrobotar och två Mistral 2 luftvärnsrobotar. Naval Strike Missile (NSM) är en helt nyutvecklad robot från norska Kongsberg Defence. Den är en modern subsonisk, turbojetdriven fullstor sjömålsrobot med autopilot för komplexa flygprofiler och infraröd målsökning i terminalfasen. Den är utrustad med en bildalstrande målsökare som ska kunna särskilja olika fartyg och göra det möjligt att angripa ett visst fartyg ur en flottstyrka. Den flyger mycket lågt och utför slumpmässiga undanmanövrar i slutfasen av bekämpningen för att öka chansen att penetrera fiendens luftförsvar.

## Fartyg i klassen
- KNM Skjold (P960)
- KNM Storm (P961)
- KNM Skudd (P962)
- KNM Steil (P963)
- KNM Glimt (P964)
- KNM Gnist (P965)